# Teilchenzahl
Die Teilchenzahl (Formelzeichen: {\displaystyle N}) ist eine extensive physikalische Größe der Dimension Zahl und beschreibt die absolute Anzahl der Teilchen in einem System. Die Teilchenzahl hat die Einheit Eins und ist direkt proportional zur Stoffmenge. Bezieht die Angabe sich nur auf einen bestimmten Stoff X eines Gemisches, so setzt man dessen Bezeichnung bzw. chemische Summenformel als Index an das Formelzeichen der Teilchenzahl und erhält damit NX.
Für makroskopische Systeme wird meist die Stoffmenge n in ihrer Einheit Mol angegeben. Diese hängt mit der Teilchenzahl über die Avogadro-Konstante NA, die die Teilchenzahl in einem Mol angibt, zusammen:
{\displaystyle N=n\cdot N_{\rm {A}}}
Dies war besonders nützlich zu der Zeit, als die Masse atomarer Teilchen in der mikroskopischen  Atomaren Masseneinheit (u) genauer angegeben werden konnte, als in der makroskopischen Einheit Gramm (g). Das Mol war definiert als die Stoffmenge von xxx g Teilchen der Masse xxx u. Wenn man die Teilchenmasse in u kannte, konnte man die Stoffmenge in Mol durch eine einfache makroskopische Wägung bestimmen, ohne dass man NA und damit die Teilchenzahl kennen musste. Dieser Vorteil verlor an Bedeutung, als NA und damit das Verhältnis g/u immer genauer bestimmt wurde. 
Mit der Revision des Internationalen Einheitensystems 2019 bekam NA per Definition den Wert
{\displaystyle N_{\rm {A}}=6{,}022\;140\;76\cdot 10^{23}\ \mathrm {mol} ^{-1}}
Damit sind die Teilchenzahl N und die Stoffmenge n äquivalente Angaben und haben die gleiche Genauigkeit.